# Akkad
Akkad (sumerisch KUR URIKI, A.GA.DEKI) war eine Stadt in Mesopotamien. Im späten 3. Jahrtausend v. Chr. wurde sie unter Sargon von Akkad zum Zentrum seines Reiches erhoben. Dieses wird heute  nach seiner Hauptstadt als Reich von Akkad bzw. Akkadisches Großreich bezeichnet, die entsprechende Periode der mesopotamischen Geschichte Akkadzeit (etwa 2340–2200 v. Chr.) genannt. Außerdem ist die in verschiedenen Sprachstufen und Dialekten bis ins 1. Jahrhundert n. Chr. belegte semitische Sprache Mesopotamiens nach der Stadt benannt: Akkadisch.
Die Lage der Stadt war noch in neubabylonischer und persischer Zeit (6./5. Jahrhundert v. Chr.) bekannt, geriet aber später in Vergessenheit. Bis heute konnten Archäologen nicht bestimmen, wo sie lag.

## Lokalisierung
Auf Grund der Tradition, dass Sargon von Akkad vor dem Beginn seiner Herrschaft Mundschenk des Königs von Kiš war, wird Akkad bisweilen in der Nähe von Kiš vermutet (so noch Hans J. Nissen, wenn auch ohne konkreten Lokalisierungsvorschlag). Die Identifizierung mit der Ortslage Ischan Mizyad bei Kiš ließ sich allerdings durch archäologische Ausgrabungen nicht bestätigen. Unter Berufung darauf, dass Akkad nach antiken Quellen zeitweise zum elamischen Herrschaftsgebiet gehörte, neigt man heute eher zu einer nördlicheren Lokalisierung, und zwar am Tigris oberhalb der Einmündung des Diyala und südlich von Aššur. Nachdem eine Lokalisierung im Gebiet des heutigen Bagdad ebenfalls nicht bestätigt werden konnte, nimmt A. Westenholz als einer der besten Kenner der Akkad-Zeit an, dass die Stadt sich unter einem der großen bisher unerforschten Ruinenhügel in der Nähe der Einmündung des Adhaim in den Tigris befindet. In dieselbe Richtung weisen auch die Überlegungen von Dietz-Otto Edzard, wonach Akkad im Bereich des „Flaschenhalses“ zu suchen sei, d. h. der Gegend, in der Euphrat und Tigris einander am nächsten kommen.

## Geschichte der Stadt und ihres Großreichs
Die erste Erwähnung der Stadt stammt aus der Zeit von Enschakuschanna, 24. Jahrhundert v. Chr., von Uruk, einem Herrscher, der etwa eine Generation älter war als Sargon von Akkad. Enschakuschanna benannte eines seiner Regierungsjahre nach der Plünderung von Akkad. Daraus ergibt sich, dass Sargon entgegen älteren Ansichten die Stadt nicht selbst gegründet hat; vielmehr war Akkad vor Sargon sogar schon so bedeutend, dass seine Plünderung in eine Jahresbezeichnung aufgenommen wurde.

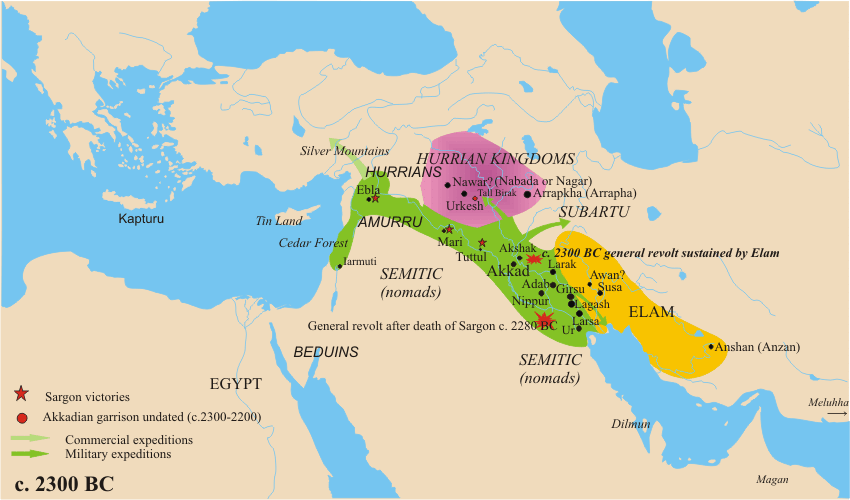
Akkadisches Großreich um 2300 v. Chr.

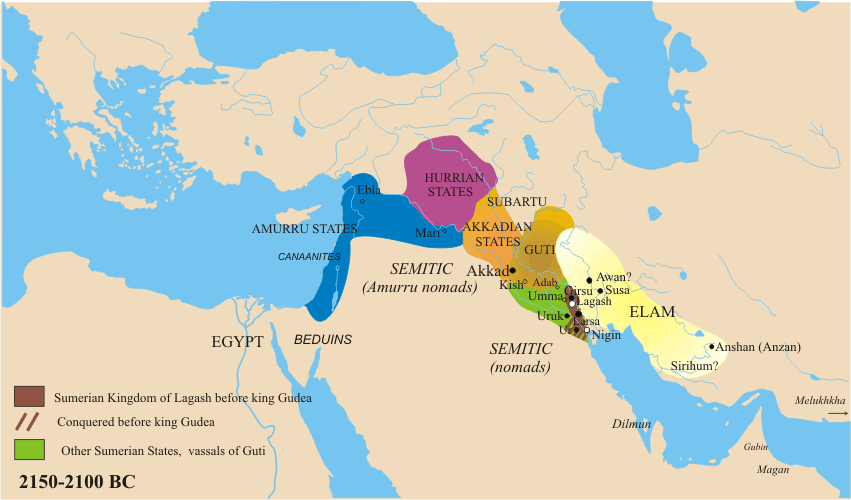
Territorien und Einflussbereiche im Mesopotamien 2150–2100 v. Chr.

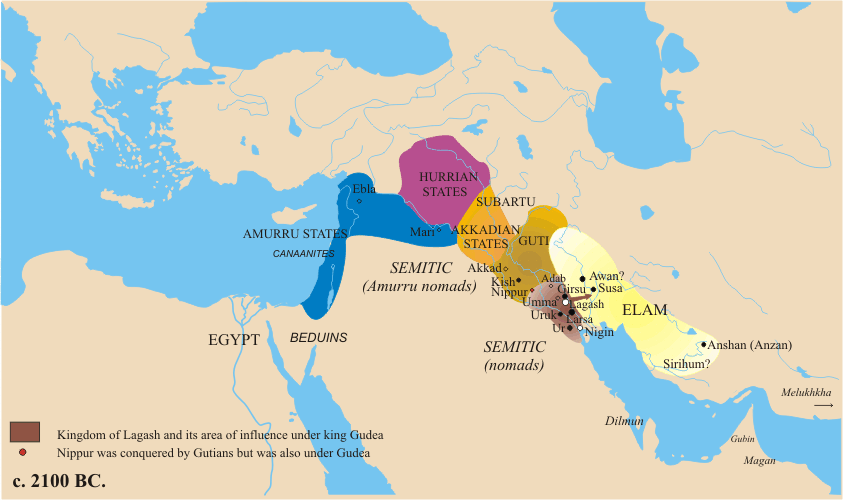
Territorien und Einflussbereiche im Mesopotamien 2100 v. Chr.

Sargon von Akkad war nach alten Traditionen „Mundschenk“ (hoher Beamtentitel, nicht Diener bei Tisch) des Königs von Kisch, bevor er selbst – wahrscheinlich durch den Sturz seines ehemaligen Herrn – König wurde. Indem er siegreiche Kriege gegen Lugal-Zagesi von Uruk führte, der eine Art Oberherrschaft über das südliche Mesopotamien, darunter auch über Kiš, innehatte, unterwarf er sich ein größeres Herrschaftsgebiet, das er zu einem zentral verwalteten Staat zusammenfasste. Dass er das außerhalb der alten Kulturzentren liegende Akkad zum Mittelpunkt dieses Reiches machte, also keine der alten sumerischen Königsstädte, hängt damit zusammen, dass sein Zentralstaat gegenüber den älteren sumerischen Stadtstaaten etwas Neues sein sollte. Daher empfahl sich eine Residenz, in der keine älteren stadtstaatlichen Traditionen lebendig waren. Zugleich ist wohl davon auszugehen, dass Sargon selbst in Akkad bzw. seiner Umgebung familiär verwurzelt war. Von dort aus konnte er sich, gestützt auf Verwandte und andere Vertrauensleute, etwa Befreundete seines Stammes, eine Hausmacht aufbauen. Die aus Sargons Königsinschriften bekannte Nachricht, dass er in seinem gesamten Herrschaftsgebiet „Söhne von Akkad“ zu Statthaltern einsetzte, ist aus solchen Erwägungen verständlich. Indem er Vertrauensleute über die unterworfenen Gebiete einsetzte, schuf er eine enge Verbindung zwischen dem Herrschaftszentrum und den einzelnen zum Reich gehörigen Gebieten. Dass Sargon Akkad zur zentralen Hauptstadt ausbaute, geht auch aus der Mitteilung hervor, dass er Schiffe, die Waren aus fernen Ländern herbeibrachten, in Akkad vor Anker gehen ließ. Offensichtlich hat er in Akkad, das selbst bei der südlicheren Lokalisierung in der Nähe von Kiš hunderte von Kilometern vom Meer entfernt lag, einen Hafen angelegt, um das „Einfuhrmonopol“ (Hans J. Nissen) der neuen Hauptstadt gegenüber den älteren sumerischen Städten des Südens zu sichern. Die damit verbundene Bedeutung der Hauptstadt ergibt sich, wenn man bedenkt, wie wichtig der Fernhandel für das rohstoffarme Mesopotamien gewesen ist.
Sargons Staatsgründung war erfolgreich: Sein Reich wurde nach ihm noch von vier seiner Nachkommen in drei Generationen regiert: Es folgten ihm seine Söhne Rimuš und Maništušu, sein Enkel Naram-Sin, der nach Sargon selbst der bedeutendste König des Reiches von Akkad war, sowie dessen Sohn Šar-kali-šarri, der bis ca. 2200 v. Chr. herrschte (siehe auch: Liste der Könige von Akkad). Die zentralstaatliche Ordnung hat zweifellos zum Erfolg des Reiches beigetragen, allerdings haben alle akkadischen Könige gegen den Widerstand regionaler Kräfte kämpfen müssen. Bekannt ist etwa die große Revolte gegen Naram-Sin, die von den alten Königsstädten Ur und Kiš angeführt wurde, und die er offenbar mit äußerster Kraftanstrengung niederkämpfte. Sein Sieg hinterließ einen solch starken Eindruck, dass der König noch zu Lebzeiten göttliche Ehren als Stadtgott von Akkad zugesprochen bekam. Unter Naram-Sins Sohn Šar-kali-šarri zerfiel die Zentralgewalt aber immer mehr, nach seinem Tode kämpften verschiedene Kandidaten um die Königsherrschaft, und die innere Anomie ermöglichte es den Gutäern, die aus dem Zāgros-Gebirge ins mesopotamische Flachland einfielen, das Reich zu vernichten. Sie errichteten daraufhin eine Herrschaft, die sich in der Tradition der Könige von Akkad sah. Jedenfalls bezeichnete der Gutäerkönig Erridu-pizir in einer Inschrift den Familiengott der altakkadischen Dynastie als seinen Gott.
Das Reich von Akkad lebte in der geschichtlichen Erinnerung des Alten Orients fort. Als prominentestes Beispiel ist wohl eine biblische Notiz (Gen 10,10-11 ) über Nimrod zu nennen, in der Babel für Babylon, Erech für Uruk, Schinar für Sumer und Aššur für Assyrien steht:

„Kerngebiet seines Reiches war Babel, Erech, Akkad und Kalne im Land Schinar. Von diesem Land zog er nach Aššur aus.“

Nimrod war der erste „Gewaltige“ auf der Erde, also der erste Großkönig. Dass hinter der Nimrod-Figur Erinnerungen an einen mesopotamischen Gott oder König stehen, wird allgemein zugegeben, wobei umstritten ist, an welche konkrete Gestalt zu denken sei. Die plausibelste These sieht darin eine Erinnerung an Naram-Sin von Akkad, dessen Name vielleicht zu „Nimrod“ verballhornt wurde. Einer der wichtigsten Könige des ersten mesopotamischen Großreiches wäre damit in der geschichtlichen Erinnerung zum ersten Großkönig überhaupt geworden, und diese Erinnerung hätte sich noch nach vielen Jahrhunderten bei den Nachbarvölkern der Mesopotamier erhalten. Andere Beispiele für das historische Nachleben des Reiches von Akkad sind spätere Erzählungen über Sargon von Akkad und Naram-Sin, die in Mesopotamien, aber auch bei den Hethitern entstanden bzw. überliefert wurden.
Was die Geschichte der Stadt nach dem Ende des Akkadischen Großreichs angeht, so zeigen Inschriften aus der Zeit der dritten Dynastie von Ur, dass Akkad immer noch Sitz eines Provinz-Gouverneurs war. Im Prolog des Codex Hammurapi erscheint es als Kultzentrum der altbabylonischen Zeit. König Nabonid von Babylon (555–539 v. Chr.) ließ Ausgrabungen in der Gegend des alten Akkad vornehmen, bei denen u. a. eine Inschrift des altakkadischen Königs Naram-Sin zu Tage kam. Die letzte antike Erwähnung der Stadt findet sich in einem Dokument aus der Zeit des Perserkönigs Dareios I. (522–486 v. Chr.).

## Archäologie der Akkad-Zeit

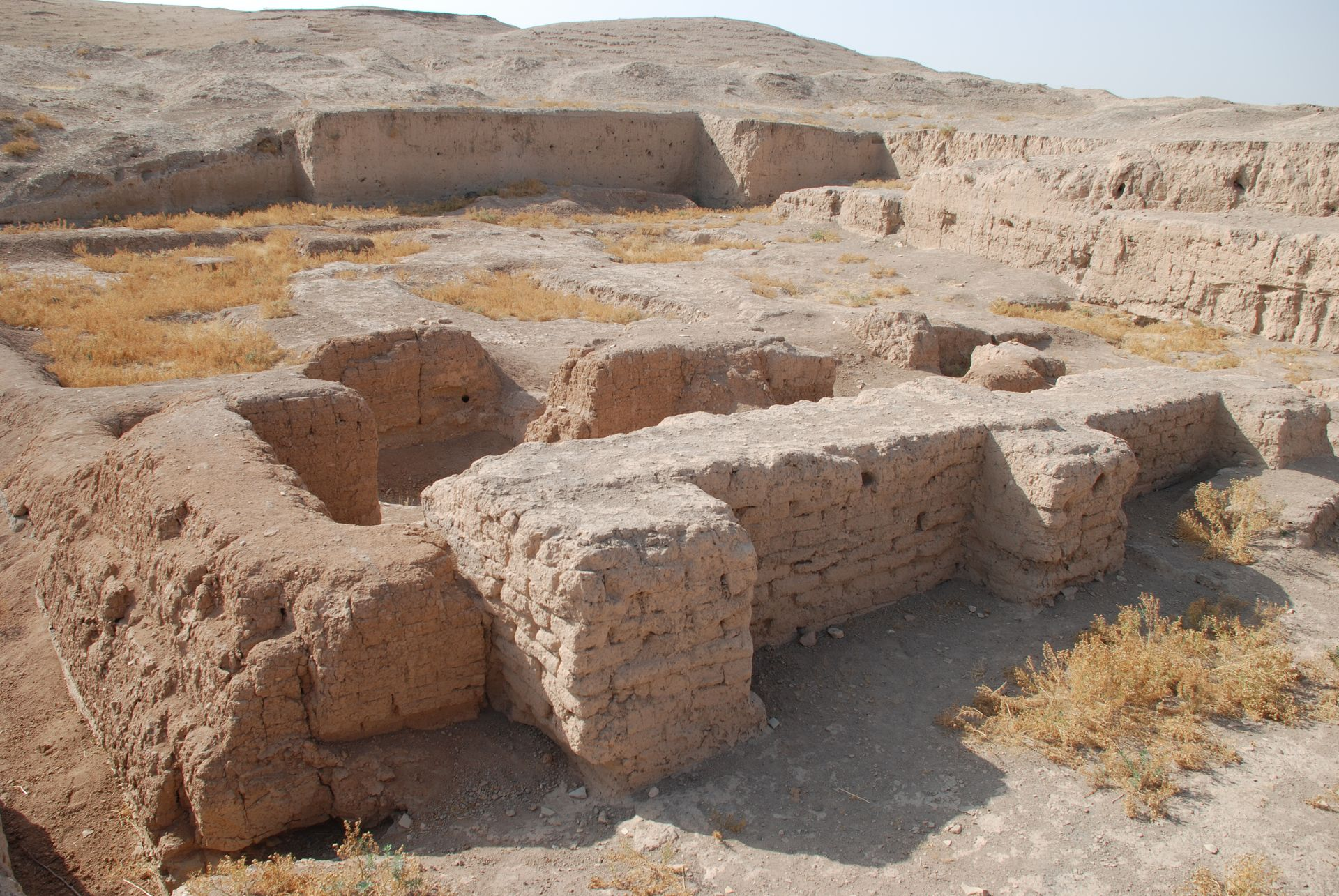
Naram-Sin-Palast in Tell Brak

Die bisher wichtigsten Fundorte der Akkad-Zeit sind die Provinzresidenz in Tell Brak, der alte Palast in Aššur, eine komplexere Siedlungsstruktur in Tell Asmar, die Städte Susa und Ninive. Die gefundenen Tontafeln geben Aufschluss über die Herrscher Akkads und ihre Regierungszeiten. In Ninive wurde der aus Kupfer gegossene Kopf eines nicht namentlich zu bestimmenden akkadischen Herrschers gefunden, der Aufschluss über die künstlerischen Fertigkeiten jener Zeit gibt. In Susa wurde unter anderem die Siegesstele des Naram-Sin gefunden, die wie der Bronzekopf und verschiedene Rollsiegel von der Kunstfertigkeit der Akkad-Zeit zeugen. Kunst und Handwerk der Akkad-Zeit unterscheiden sich stark von den vorhergehenden und den nachfolgenden Dynastien. Rollsiegel tragen detailliertere, individuellere und anatomisch korrektere Darstellungen. Das vorher verbreitete Kleidungsstück, der Zottenrock, wurde mehr und mehr zur Bekleidung der Götter, die menschlichen Figuren trugen nun einfache glatte Gewänder.
Bisher liegen kaum Funde aus der Akkad-Zeit vor, die Aufschlüsse über Architektur oder Lebensweise geben. Versuche, die Geschichte der Epoche auf verschiedenen Ebenen (politisch, sozial …) zu rekonstruieren, müssen sich daher weitgehend auf Textquellen stützen. Ein weiteres Problem liegt darin, dass die meisten bisher entdeckten Fundstücke im 2. Jahrtausend v. Chr. als Beutestücke nach Susa verschleppt wurden und daher nicht mehr in ihrem ursprünglichen Kontext stehen.